# Tritomaria mexicana
Tritomaria mexicana är en bladmossart som beskrevs av Bakalin. Tritomaria mexicana ingår i släktet lobmossor, och familjen Scapaniaceae. Inga underarter finns listade i Catalogue of Life.